# Le Retour de Sophie Lang (film, 1936)
Série Sophie Lang
Une femme diabolique Sophie Lang s'évade (1937)
Pour plus de détails, voir Fiche technique et Distribution.
Le Retour de Sophie Lang (The Return of Sophie Lang) est un film américain en noir et blanc réalisé par George Archainbaud, sorti en 1936.
Il s’agit du second volet de la trilogie policière mettant en scène le personnage de Sophie Lang, la voleuse internationale incarnée par Gertrude Michael. Le film précédent est : Une femme diabolique et le suivant : Sophie Lang s'évade (1937).

## Synopsis
La célèbre voleuse de bijoux Sophie Lang veut renoncer à sa vie de crime et se ranger. Pour ce faire, elle simule sa propre mort et se retire à Londres. Elle y trouve un emploi comme compagnon d'une riche vieille dame qui est également collectionneuse de bijoux. Un jour, son employeur décide de faire un voyage en mer aux États-Unis et emmène Sophie avec elle. Elle emporte également un diamant de 200 000 dollars qu'elle enferme dans le coffre-fort du navire. Le diamant est bientôt volé. Un journaliste à bord du navire nourrit des soupçons envers la véritable identité de Sophie. Sophie doit trouver le vrai voleur et récupérer le bijou avant que le navire ne débarque à New York, car une enquête pourrait révéler sa véritable identité.

## Fiche technique
- Titre : Le Retour de Sophie Lang
- Titre original : The Return of Sophie Lang
- Réalisateur : George Archainbaud
- Scénario : Brian Marlow, Patterson McNutt, d'après les nouvelles de Frederick Irving Anderson
- Directeur de la photographie : George T. Clemens
- Monteur : Richard C. Currier
- Direction artistique : Hans Dreier, John B. Goodman
- Costumes : Edith Head
- Producteurs : Dario Faralla, A.M. Botsford, William LeBaron
- Société de production et de distribution : Paramount Pictures
- Format : noir et blanc - image : 1,37:1 - son : Mono (Western Electric Noiseless Recording)
- Genre : policier
- Durée : 65 min
- Dates de sortie 
  - États-Unis : 18 juin 1936
  - France : 7 août 1936

## Distribution
- Gertrude Michael : Sophie Lang / Ethel Thomas
- Guy Standing : Max Bernard
- Ray Milland : Jimmy Dawson
- Elizabeth Patterson : Araminta Sedley
- Colin Tapley : Larry
- Paul Harvey : l'nspecteur Parr
- Garry Owen : 'Nosey' Schwartz
- Don Rowan : 'Buttons' McDermott
- Purnell Pratt : Thomas Chadwick
- Ellen Drew : secrétaire
- Ted Oliver : détective no 1
- James Blaine : détective no 2